# Suizei Tennō
Suizei Tennō (綏靖天皇?) fue el segundo emperador de Japón  según el orden tradicional de sucesión.
No existen datos claros acerca de este Emperador y es conocido por los historiadores como un "Emperador legendario". En el Kojiki y el Nihonshoki sólo se recopilan su nombre y su genealogía.

## Genealogía
El Emperador Suizei es casi seguro una leyenda. El Kojiki apenas menciona poco más que su nombre y genealogía. Según el Nihonshoki, el Emperador Suizei es el primero de ocho monarcas indocumentados (欠史八代 Kesshi-hachidai?).
Según el Kojiki, fue un hijo de Jinmu Tennō que para ascender al trono se vio obligado a eliminar a su hermanastro mayor, el príncipe Tagishi, que había obligado a la emperatriz Isuke-yori, madre de Suizei, segunda esposa y viuda del difunto emperador, a contraer matrimonio con él, para así legitimar su acceso al trono.

## Acontecimientos
La ausencia de información sobre el Emperador Suizei no implica que tal persona no haya existido jamás.  Hay muy poca información disponible para el estudio antes del reinado del Emperador Kimmei.
Tras la muerte de Jinmu Tennō, su hijo Tagishi-mimi-no-mikoto se casó con la viuda emperatriz Isuke-yori, esposa principal del difunto, e intentó eliminar a sus hermanastros más jóvenes. Estos fueron advertidos en secreto por la propia emperatriz, que se adelantaron al usurpador. El más intrépido de ellos, el príncipe Kamu-nunakawa-mimi-no-mikoto, lo mató con su propia mano y se hizo con el trono.
Suizei Tennō gobernó desde el palacio de Takawoka-no-miya en Kadzuraki. Su esposa fue Kawa-mata-no-hime, que le dio un solo hijo:
- Shiki-tsu-hiko-tama-de-mi-no-mikoto, futuro Emperador Annei.

### Nombre póstumo
Su nombre póstumo literalmente significa "paz alegremente saludable".   Este nombre fue establecido muchos siglos después de su fallecimiento.
Tradicionalmente se creyó en su existencia durante la historia y se le atribuyó una tumba a él, pero estudios recientes apoyan la teoría de que esta persona no haya existido.
El sitio real de su tumba se desconoce.  Este emperador posee un santuario sintoísta monumento (misasagi) en Nara.

## Referencias

El emblema de la flor de crisantemo es el símbolo (mon) del Emperador de Japón.